# Liste der Kulturdenkmale in der Brühlervorstadt (Ost)
Die Liste der Kulturdenkmale in der Brühlervorstadt enthält die Kulturdenkmale des Stadtteils Brühlervorstadt der thüringischen Landeshauptstadt Erfurt, die vom Thüringischen Landesamt für Denkmalpflege und Archäologie als Bau- und Kunstdenkmale auf dem Gebiet der Stadt mit Stand vom 4. November 2022 erfasst wurden.

## Legende
- Bild: zeigt ein Bild des Kulturdenkmals und gegebenenfalls einen Link zu weiteren Fotos des Kulturdenkmals im Medienarchiv Wikimedia Commons
- Bezeichnung: Name, Bezeichnung oder die Art des Kulturdenkmals
- Lage: Wenn vorhanden Straßenname und Hausnummer des Kulturdenkmals; Grundsortierung der Liste erfolgt nach dieser Adresse. Der Link Karte führt zu verschiedenen Kartendarstellungen und nennt die Koordinaten des Kulturdenkmals.
 Kartenansicht, um Koordinaten zu setzen – in dieser Kartenansicht sind Kulturdenkmale ohne Koordinaten mit einem roten bzw. orangen Marker dargestellt und können in der Karte gesetzt werden. Kulturdenkmale ohne Bild sind mit einem blauen bzw. roten Marker gekennzeichnet, Kulturdenkmale mit Bild mit einem grünen bzw. orangen Marker.
- Datierung: gibt das Jahr der Fertigstellung beziehungsweise das Datum der Erstnennung oder den Zeitraum der Errichtung an
- Beschreibung: bauliche und geschichtliche Einzelheiten des Kulturdenkmals, vorzugsweise die Denkmaleigenschaften
- ID: Die ID identifiziert das Kulturdenkmal eindeutig. In Thüringen sind aktuell keine IDs veröffentlicht. In der ID-Spalte kann sich auch folgendes Icon  befinden, dies führt zu Angaben zu diesem Kulturdenkmal bei Wikidata.

## Liste der Kulturdenkmale in der Brühlervorstadt innerhalb der inneren Stadtbefestigung

### Hermannsplatz
| Bild                           | Bezeichnung             | Lage                      | Datierung | Beschreibung                                                               | ID |
| ------------------------------ | ----------------------- | ------------------------- | --------- | -------------------------------------------------------------------------- | -- |
| weitere Bilder Fotos hochladen | Geraeinlauf am Rosswehr | Herrmannsplatz (Karte)    |           | Einlauf der Gera an der inneren Stadtbefestigung                           |    |
| weitere Bilder Fotos hochladen | Rossbrücke              | Herrmannsplatz (Karte)    |           | einzelnes Kulturdenkmal                                                    |    |
| weitere Bilder Fotos hochladen | Hermanns-Denkmal        | Herrmannsplatz (Karte)    |           | einzelnes Kulturdenkmal                                                    |    |
| weitere Bilder Fotos hochladen |                         | Herrmannsplatz 1 (Karte)  |           | Teil des Ensembles Bauliche Gesamtanlage Altstadt                          |    |
| weitere Bilder Fotos hochladen |                         | Herrmannsplatz 2 (Karte)  |           | Teil des Ensembles Bauliche Gesamtanlage Altstadt                          |    |
| weitere Bilder Fotos hochladen |                         | Herrmannsplatz 3 (Karte)  |           | Teil des Ensembles Bauliche Gesamtanlage Altstadt                          |    |
| weitere Bilder Fotos hochladen |                         | Herrmannsplatz 4 (Karte)  |           | Teil des Ensembles Bauliche Gesamtanlage Altstadt                          |    |
| weitere Bilder Fotos hochladen |                         | Herrmannsplatz 5 (Karte)  |           | Teil des Ensembles Bauliche Gesamtanlage Altstadt                          |    |
| weitere Bilder Fotos hochladen |                         | Herrmannsplatz 6 (Karte)  |           | Teil des Ensembles Bauliche Gesamtanlage Altstadt                          |    |
| weitere Bilder Fotos hochladen |                         | Herrmannsplatz 7 (Karte)  |           | Teil des Ensembles Bauliche Gesamtanlage Altstadt                          |    |
| weitere Bilder Fotos hochladen | Gebäude Bischöfliches   | Herrmannsplatz 9 (Karte)  |           | einzelnes Kulturdenkmal; Teil des Ensembles Bauliche Gesamtanlage Altstadt |    |
| weitere Bilder Fotos hochladen | Grundstücksmauern       | Herrmannsplatz 9 (Karte)  |           | einzelnes Kulturdenkmal; Teil des Ensembles Bauliche Gesamtanlage Altstadt |    |
| weitere Bilder Fotos hochladen |                         | Herrmannsplatz 10 (Karte) |           | Teil des Ensembles Bauliche Gesamtanlage Altstadt                          |    |
| weitere Bilder Fotos hochladen |                         | Herrmannsplatz 11 (Karte) |           | Teil des Ensembles Bauliche Gesamtanlage Altstadt                          |    |
| weitere Bilder Fotos hochladen |                         | Herrmannsplatz 12 (Karte) |           | Teil des Ensembles Bauliche Gesamtanlage Altstadt                          |    |
| weitere Bilder Fotos hochladen |                         | Herrmannsplatz 13 (Karte) |           | Teil des Ensembles Bauliche Gesamtanlage Altstadt                          |    |
| weitere Bilder Fotos hochladen |                         | Herrmannsplatz 14 (Karte) |           | Teil des Ensembles Bauliche Gesamtanlage Altstadt                          |    |
| weitere Bilder Fotos hochladen |                         | Herrmannsplatz 15 (Karte) |           | Teil des Ensembles Bauliche Gesamtanlage Altstadt                          |    |
| weitere Bilder Fotos hochladen |                         | Herrmannsplatz 16 (Karte) |           | Teil des Ensembles Bauliche Gesamtanlage Altstadt                          |    |

### Holzheienstraße
| Bild                           | Bezeichnung | Lage                       | Datierung | Beschreibung                                      | ID |
| ------------------------------ | ----------- | -------------------------- | --------- | ------------------------------------------------- | -- |
| weitere Bilder Fotos hochladen |             | Holzheienstraße 1 (Karte)  |           | Teil des Ensembles Bauliche Gesamtanlage Altstadt |    |
| weitere Bilder Fotos hochladen |             | Holzheienstraße 2 (Karte)  |           | Teil des Ensembles Bauliche Gesamtanlage Altstadt |    |
| weitere Bilder Fotos hochladen |             | Holzheienstraße 3 (Karte)  |           | Teil des Ensembles Bauliche Gesamtanlage Altstadt |    |
| weitere Bilder Fotos hochladen |             | Holzheienstraße 4 (Karte)  |           | Teil des Ensembles Bauliche Gesamtanlage Altstadt |    |
| weitere Bilder Fotos hochladen |             | Holzheienstraße 5 (Karte)  |           | Teil des Ensembles Bauliche Gesamtanlage Altstadt |    |
| weitere Bilder Fotos hochladen |             | Holzheienstraße 5a (Karte) |           | Teil des Ensembles Bauliche Gesamtanlage Altstadt |    |
| weitere Bilder Fotos hochladen |             | Holzheienstraße 6 (Karte)  |           | Teil des Ensembles Bauliche Gesamtanlage Altstadt |    |
| weitere Bilder Fotos hochladen |             | Holzheienstraße 7 (Karte)  |           | Teil des Ensembles Bauliche Gesamtanlage Altstadt |    |
| weitere Bilder Fotos hochladen |             | Holzheienstraße 8 (Karte)  |           | Teil des Ensembles Bauliche Gesamtanlage Altstadt |    |
| weitere Bilder Fotos hochladen |             | Holzheienstraße 8a (Karte) |           | Teil des Ensembles Bauliche Gesamtanlage Altstadt |    |
| weitere Bilder Fotos hochladen |             | Holzheienstraße 8b (Karte) |           | Teil des Ensembles Bauliche Gesamtanlage Altstadt |    |
| weitere Bilder Fotos hochladen |             | Holzheienstraße 9 (Karte)  |           | Teil des Ensembles Bauliche Gesamtanlage Altstadt |    |
| weitere Bilder Fotos hochladen |             | Holzheienstraße 9a (Karte) |           | Teil des Ensembles Bauliche Gesamtanlage Altstadt |    |
| weitere Bilder Fotos hochladen |             | Holzheienstraße 9b (Karte) |           | Teil des Ensembles Bauliche Gesamtanlage Altstadt |    |
| weitere Bilder Fotos hochladen |             | Holzheienstraße 9c (Karte) |           | Teil des Ensembles Bauliche Gesamtanlage Altstadt |    |
| weitere Bilder Fotos hochladen |             | Holzheienstraße 9d (Karte) |           | Teil des Ensembles Bauliche Gesamtanlage Altstadt |    |
| weitere Bilder Fotos hochladen |             | Holzheienstraße 11 (Karte) |           | Teil des Ensembles Bauliche Gesamtanlage Altstadt |    |
| weitere Bilder Fotos hochladen |             | Holzheienstraße 12 (Karte) |           | Teil des Ensembles Bauliche Gesamtanlage Altstadt |    |
| weitere Bilder Fotos hochladen |             | Holzheienstraße 13 (Karte) |           | Teil des Ensembles Bauliche Gesamtanlage Altstadt |    |
| weitere Bilder Fotos hochladen |             | Holzheienstraße 14 (Karte) |           | Teil des Ensembles Bauliche Gesamtanlage Altstadt |    |
| weitere Bilder Fotos hochladen |             | Holzheienstraße 15 (Karte) |           | Teil des Ensembles Bauliche Gesamtanlage Altstadt |    |

### Klostergang
| Bild                           | Bezeichnung                             | Lage                | Datierung | Beschreibung                                                                                | ID |
| ------------------------------ | --------------------------------------- | ------------------- | --------- | ------------------------------------------------------------------------------------------- | -- |
| weitere Bilder Fotos hochladen | Neuwerkkirche (St. Crucis)              | Klostergang (Karte) |           | mit Ausstattung; einzelnes Kulturdenkmal; Teil des Ensembles Bauliche Gesamtanlage Altstadt |    |
| weitere Bilder Fotos hochladen | Kirchhof der Neuwerkkirche (St. Crucis) | Klostergang (Karte) |           | einzelnes Kulturdenkmal; Teil des Ensembles Bauliche Gesamtanlage Altstadt                  |    |

### Koenbergkstraße
| Bild                           | Bezeichnung | Lage                      | Datierung | Beschreibung                                      | ID |
| ------------------------------ | ----------- | ------------------------- | --------- | ------------------------------------------------- | -- |
| weitere Bilder Fotos hochladen |             | Koenbergkstraße 1 (Karte) |           | Teil des Ensembles Bauliche Gesamtanlage Altstadt |    |
| BW                             |             | Koenbergkstraße 3 (Karte) |           | Teil des Ensembles Bauliche Gesamtanlage Altstadt |    |

### Lutherstraße
| Bild                           | Bezeichnung | Lage                   | Datierung | Beschreibung                                                           | ID |
| ------------------------------ | ----------- | ---------------------- | --------- | ---------------------------------------------------------------------- | -- |
| BW                             |             | Lutherstraße 1 (Karte) |           | Teil des Ensembles Bauliche Gesamtanlage Altstadt                      |    |
| weitere Bilder Fotos hochladen |             | Lutherstraße 2 (Karte) |           | Teil des Ensembles Bauliche Gesamtanlage Altstadt                      |    |
| weitere Bilder Fotos hochladen |             | Lutherstraße 3 (Karte) |           | Teil des Ensembles Bauliche Gesamtanlage Altstadt                      |    |
| BW                             |             | Lutherstraße 5 (Karte) |           | Kennzeichnendes Straßen- und Platzbild Mietshausviertel im Hirschbrühl |    |
| BW                             |             | Lutherstraße 6 (Karte) |           | Kennzeichnendes Straßen- und Platzbild Mietshausviertel im Hirschbrühl |    |

### Mainzerhofplatz
| Bild                           | Bezeichnung | Lage                       | Datierung | Beschreibung                                      | ID |
| ------------------------------ | ----------- | -------------------------- | --------- | ------------------------------------------------- | -- |
| BW                             | Bauteil     | Mainzerhofplatz (Karte)    |           | Bauteil Spolien der ehemaligen Mainzerhofkapelle  |    |
| weitere Bilder Fotos hochladen |             | Mainzerhofplatz 1 (Karte)  |           | Teil des Ensembles Bauliche Gesamtanlage Altstadt |    |
| weitere Bilder Fotos hochladen |             | Mainzerhofplatz 2 (Karte)  |           | Teil des Ensembles Bauliche Gesamtanlage Altstadt |    |
| weitere Bilder Fotos hochladen |             | Mainzerhofplatz 3 (Karte)  |           | Teil des Ensembles Bauliche Gesamtanlage Altstadt |    |
| weitere Bilder Fotos hochladen |             | Mainzerhofplatz 5 (Karte)  |           | Teil des Ensembles Bauliche Gesamtanlage Altstadt |    |
| weitere Bilder Fotos hochladen |             | Mainzerhofplatz 6 (Karte)  |           | Teil des Ensembles Bauliche Gesamtanlage Altstadt |    |
| weitere Bilder Fotos hochladen |             | Mainzerhofplatz 8 (Karte)  |           | Teil des Ensembles Bauliche Gesamtanlage Altstadt |    |
| weitere Bilder Fotos hochladen |             | Mainzerhofplatz 8a (Karte) |           | Teil des Ensembles Bauliche Gesamtanlage Altstadt |    |
| weitere Bilder Fotos hochladen |             | Mainzerhofplatz 14 (Karte) |           | Teil des Ensembles Bauliche Gesamtanlage Altstadt |    |

### Mainzerhofstraße
| Bild                           | Bezeichnung | Lage                        | Datierung | Beschreibung                                                               | ID |
| ------------------------------ | ----------- | --------------------------- | --------- | -------------------------------------------------------------------------- | -- |
| weitere Bilder Fotos hochladen |             | Mainzerhofstraße 1 (Karte)  |           | einzelnes Kulturdenkmal                                                    |    |
| weitere Bilder Fotos hochladen |             | Mainzerhofstraße 2 (Karte)  |           | einzelnes Kulturdenkmal                                                    |    |
| weitere Bilder Fotos hochladen |             | Mainzerhofstraße 3 (Karte)  |           | einzelnes Kulturdenkmal                                                    |    |
| weitere Bilder Fotos hochladen |             | Mainzerhofstraße 3a (Karte) |           | einzelnes Kulturdenkmal                                                    |    |
| weitere Bilder Fotos hochladen |             | Mainzerhofstraße 4 (Karte)  |           | einzelnes Kulturdenkmal; Teil des Ensembles Bauliche Gesamtanlage Altstadt |    |
| weitere Bilder Fotos hochladen |             | Mainzerhofstraße 5 (Karte)  |           | einzelnes Kulturdenkmal                                                    |    |
| weitere Bilder Fotos hochladen |             | Mainzerhofstraße 6 (Karte)  |           | einzelnes Kulturdenkmal                                                    |    |
| weitere Bilder Fotos hochladen |             | Mainzerhofstraße 7 (Karte)  |           | einzelnes Kulturdenkmal                                                    |    |
| weitere Bilder Fotos hochladen |             | Mainzerhofstraße 8 (Karte)  |           | einzelnes Kulturdenkmal                                                    |    |
| weitere Bilder Fotos hochladen |             | Mainzerhofstraße 10 (Karte) |           | einzelnes Kulturdenkmal                                                    |    |
| weitere Bilder Fotos hochladen |             | Mainzerhofstraße 11 (Karte) |           | einzelnes Kulturdenkmal; Teil des Ensembles Bauliche Gesamtanlage Altstadt |    |
| weitere Bilder Fotos hochladen |             | Mainzerhofstraße 12 (Karte) |           | einzelnes Kulturdenkmal                                                    |    |

## Liste der Kulturdenkmale in der Brühlervorstadt zwischen innerer und äußerer Stadtbefestigung

### Benary-Platz
| Bild                           | Bezeichnung | Lage                   | Datierung | Beschreibung            | ID |
| ------------------------------ | ----------- | ---------------------- | --------- | ----------------------- | -- |
| weitere Bilder Fotos hochladen | Villa       | Benary-Platz 2 (Karte) |           | einzelnes Kulturdenkmal |    |

### Bonifaciusstraße
| Bild                           | Bezeichnung | Lage                        | Datierung | Beschreibung | ID |
| ------------------------------ | ----------- | --------------------------- | --------- | --- | -- |
| weitere Bilder Fotos hochladen |             | Bonifaciusstraße 1 (Karte)  |           | Teil des Ensembles Kennzeichnendes Straßen- und Platzbild Mietshausviertel Brühler Vorstadt                          |    |
| weitere Bilder Fotos hochladen |             | Bonifaciusstraße 2 (Karte)  |           | Teil des Ensembles Kennzeichnendes Straßen- und Platzbild Mietshausviertel Brühler Vorstadt                          |    |
| weitere Bilder Fotos hochladen |             | Bonifaciusstraße 3 (Karte)  |           | Teil des Ensembles Kennzeichnendes Straßen- und Platzbild Mietshausviertel Brühler Vorstadt                          |    |
| weitere Bilder Fotos hochladen |             | Bonifaciusstraße 4 (Karte)  |           | Teil des Ensembles Kennzeichnendes Straßen- und Platzbild Mietshausviertel Brühler Vorstadt                          |    |
| weitere Bilder Fotos hochladen |             | Bonifaciusstraße 5 (Karte)  |           | Teil des Ensembles Kennzeichnendes Straßen- und Platzbild Mietshausviertel Brühler Vorstadt                          |    |
| weitere Bilder Fotos hochladen |             | Bonifaciusstraße 6 (Karte)  |           | Teil des Ensembles Kennzeichnendes Straßen- und Platzbild Mietshausviertel Brühler Vorstadt                          |    |
| weitere Bilder Fotos hochladen |             | Bonifaciusstraße 7 (Karte)  |           | Teil des Ensembles Kennzeichnendes Straßen- und Platzbild Mietshausviertel Brühler Vorstadt                          |    |
| weitere Bilder Fotos hochladen |             | Bonifaciusstraße 8 (Karte)  |           | Teil des Ensembles Kennzeichnendes Straßen- und Platzbild Mietshausviertel Brühler Vorstadt                          |    |
| weitere Bilder Fotos hochladen | Wohnhaus    | Bonifaciusstraße 20 (Karte) |           | einzelnes Kulturdenkmal; Teil des Ensembles Kennzeichnendes Straßen- und Platzbild Mietshausviertel Brühler Vorstadt |    |

### Brühler Straße
| Bild                           | Bezeichnung                 | Lage                       | Datierung | Beschreibung                                                                                | ID |
| ------------------------------ | --------------------------- | -------------------------- | --------- | ------------------------------------------------------------------------------------------- | -- |
| weitere Bilder Fotos hochladen |                             | Brühler Straße 2 (Karte)   |           | Teil des Ensembles Bauliche Gesamtanlage Altstadt                                           |    |
| weitere Bilder Fotos hochladen |                             | Brühler Straße 4 (Karte)   |           | Teil des Ensembles Bauliche Gesamtanlage Altstadt                                           |    |
| weitere Bilder Fotos hochladen |                             | Brühler Straße 5 (Karte)   |           | Teil des Ensembles Bauliche Gesamtanlage Altstadt                                           |    |
| weitere Bilder Fotos hochladen |                             | Brühler Straße 6 (Karte)   |           | Teil des Ensembles Bauliche Gesamtanlage Altstadt                                           |    |
| weitere Bilder Fotos hochladen |                             | Brühler Straße 7 (Karte)   |           | Teil des Ensembles Bauliche Gesamtanlage Altstadt                                           |    |
| weitere Bilder Fotos hochladen | Wohnhaus                    | Brühler Straße 8 (Karte)   |           | einzelnes Kulturdenkmal; Teil des Ensembles Bauliche Gesamtanlage Altstadt                  |    |
| weitere Bilder Fotos hochladen |                             | Brühler Straße 9 (Karte)   |           | Teil des Ensembles Bauliche Gesamtanlage Altstadt                                           |    |
| weitere Bilder Fotos hochladen |                             | Brühler Straße 10 (Karte)  |           | Teil des Ensembles Bauliche Gesamtanlage Altstadt                                           |    |
| weitere Bilder Fotos hochladen |                             | Brühler Straße 11 (Karte)  |           | Teil des Ensembles Bauliche Gesamtanlage Altstadt                                           |    |
| weitere Bilder Fotos hochladen |                             | Brühler Straße 12 (Karte)  |           | Teil des Ensembles Bauliche Gesamtanlage Altstadt                                           |    |
| weitere Bilder Fotos hochladen | Wohn- und Geschäftshaus     | Brühler Straße 13 (Karte)  |           | einzelnes Kulturdenkmal; Teil des Ensembles Bauliche Gesamtanlage Altstadt                  |    |
| weitere Bilder Fotos hochladen |                             | Brühler Straße 14 (Karte)  |           | Teil des Ensembles Bauliche Gesamtanlage Altstadt                                           |    |
| weitere Bilder Fotos hochladen |                             | Brühler Straße 19 (Karte)  |           | Teil des Ensembles Bauliche Gesamtanlage Altstadt                                           |    |
| weitere Bilder Fotos hochladen |                             | Brühler Straße 20 (Karte)  |           | Teil des Ensembles Bauliche Gesamtanlage Altstadt                                           |    |
| weitere Bilder Fotos hochladen |                             | Brühler Straße 21 (Karte)  |           | Teil des Ensembles Bauliche Gesamtanlage Altstadt                                           |    |
| weitere Bilder Fotos hochladen |                             | Brühler Straße 22 (Karte)  |           | Teil des Ensembles Bauliche Gesamtanlage Altstadt                                           |    |
| weitere Bilder Fotos hochladen |                             | Brühler Straße 23 (Karte)  |           | Teil des Ensembles Bauliche Gesamtanlage Altstadt                                           |    |
| weitere Bilder Fotos hochladen |                             | Brühler Straße 24 (Karte)  |           | Teil des Ensembles Bauliche Gesamtanlage Altstadt                                           |    |
| BW                             |                             | Brühler Straße 24a (Karte) |           | Teil des Ensembles Bauliche Gesamtanlage Altstadt                                           |    |
| weitere Bilder Fotos hochladen |                             | Brühler Straße 25 (Karte)  |           | Teil des Ensembles Bauliche Gesamtanlage Altstadt                                           |    |
| weitere Bilder Fotos hochladen |                             | Brühler Straße 26 (Karte)  |           | Teil des Ensembles Bauliche Gesamtanlage Altstadt                                           |    |
| weitere Bilder Fotos hochladen | Handwerkszeichen            | Brühler Straße 27 (Karte)  |           | einzelnes Kulturdenkmal                                                                     |    |
| weitere Bilder Fotos hochladen | Ausleger                    | Brühler Straße 27 (Karte)  |           | einzelnes Kulturdenkmal                                                                     |    |
| weitere Bilder Fotos hochladen | Wohn- und Geschäftshaus     | Brühler Straße 27 (Karte)  |           | Teil des Ensembles Bauliche Gesamtanlage Altstadt                                           |    |
| weitere Bilder Fotos hochladen |                             | Brühler Straße 28 (Karte)  |           | Teil des Ensembles Bauliche Gesamtanlage Altstadt                                           |    |
| weitere Bilder Fotos hochladen |                             | Brühler Straße 29 (Karte)  |           | Teil des Ensembles Bauliche Gesamtanlage Altstadt                                           |    |
| weitere Bilder Fotos hochladen |                             | Brühler Straße 30 (Karte)  |           | Teil des Ensembles Bauliche Gesamtanlage Altstadt                                           |    |
| weitere Bilder Fotos hochladen |                             | Brühler Straße 31 (Karte)  |           | Teil des Ensembles Bauliche Gesamtanlage Altstadt                                           |    |
| weitere Bilder Fotos hochladen |                             | Brühler Straße 33 (Karte)  |           | Teil des Ensembles Bauliche Gesamtanlage Altstadt                                           |    |
| weitere Bilder Fotos hochladen |                             | Brühler Straße 34 (Karte)  |           | Teil des Ensembles Bauliche Gesamtanlage Altstadt                                           |    |
| weitere Bilder Fotos hochladen |                             | Brühler Straße 35 (Karte)  |           | Teil des Ensembles Bauliche Gesamtanlage Altstadt                                           |    |
| weitere Bilder Fotos hochladen | sogenannter Benaryspeicher  | Brühler Straße 37 (Karte)  |           | einzelnes Kulturdenkmal                                                                     |    |
| weitere Bilder Fotos hochladen |                             | Brühler Straße 41 (Karte)  |           | Teil des Ensembles Bauliche Gesamtanlage Altstadt                                           |    |
| weitere Bilder Fotos hochladen |                             | Brühler Straße 46 (Karte)  |           | Teil des Ensembles Bauliche Gesamtanlage Altstadt                                           |    |
| weitere Bilder Fotos hochladen |                             | Brühler Straße 48 (Karte)  |           | Teil des Ensembles Bauliche Gesamtanlage Altstadt                                           |    |
| weitere Bilder Fotos hochladen |                             | Brühler Straße 49 (Karte)  |           | Teil des Ensembles Bauliche Gesamtanlage Altstadt                                           |    |
| weitere Bilder Fotos hochladen | Wohnhaus                    | Brühler Straße 50 (Karte)  |           | einzelnes Kulturdenkmal; Teil des Ensembles Bauliche Gesamtanlage Altstadt                  |    |
| weitere Bilder Fotos hochladen |                             | Brühler Straße 52 (Karte)  |           | Teil des Ensembles Bauliche Gesamtanlage Altstadt                                           |    |
| weitere Bilder Fotos hochladen |                             | Brühler Straße 53 (Karte)  |           | Teil des Ensembles Bauliche Gesamtanlage Altstadt                                           |    |
| weitere Bilder Fotos hochladen |                             | Brühler Straße 53a (Karte) |           | Teil des Ensembles Bauliche Gesamtanlage Altstadt                                           |    |
| weitere Bilder Fotos hochladen |                             | Brühler Straße 53b (Karte) |           | Teil des Ensembles Bauliche Gesamtanlage Altstadt                                           |    |
| weitere Bilder Fotos hochladen | Martinikirche               | Brühler Straße 54 (Karte)  |           | mit Ausstattung; einzelnes Kulturdenkmal; Teil des Ensembles Bauliche Gesamtanlage Altstadt |    |
| weitere Bilder Fotos hochladen | Kirchhof                    | (Karte)                    |           | einzelnes Kulturdenkmal; Teil des Ensembles Bauliche Gesamtanlage Altstadt                  |    |
| weitere Bilder Fotos hochladen | Wohnhaus, ehemals Pfarrhaus | Brühler Straße 55 (Karte)  |           | einzelnes Kulturdenkmal; Teil des Ensembles Bauliche Gesamtanlage Altstadt                  |    |
| weitere Bilder Fotos hochladen |                             | Brühler Straße 56 (Karte)  |           | Teil des Ensembles Bauliche Gesamtanlage Altstadt                                           |    |
| weitere Bilder Fotos hochladen |                             | Brühler Straße 57 (Karte)  |           | Teil des Ensembles Bauliche Gesamtanlage Altstadt                                           |    |
| weitere Bilder Fotos hochladen |                             | Brühler Straße 59 (Karte)  |           | Teil des Ensembles Bauliche Gesamtanlage Altstadt                                           |    |
| weitere Bilder Fotos hochladen | Wohn- und Geschäftshaus     | Brühler Straße 60 (Karte)  |           | einzelnes Kulturdenkmal; Teil des Ensembles Bauliche Gesamtanlage Altstadt                  |    |

### Dalbergsweg
| Bild                           | Bezeichnung | Lage                   | Datierung | Beschreibung                                           | ID |
| ------------------------------ | ----------- | ---------------------- | --------- | ------------------------------------------------------ | -- |
| weitere Bilder Fotos hochladen |             | Dalbergsweg 1 (Karte)  |           | Kennzeichnendes Straßen- und Platzbild Karl-Marx-Platz |    |
| weitere Bilder Fotos hochladen |             | Dalbergsweg 2 (Karte)  |           | Kennzeichnendes Straßen- und Platzbild Karl-Marx-Platz |    |
| weitere Bilder Fotos hochladen |             | Dalbergsweg 2a (Karte) |           | Kennzeichnendes Straßen- und Platzbild Karl-Marx-Platz |    |
| weitere Bilder Fotos hochladen | Wohnhaus    | Dalbergsweg 3 (Karte)  |           | einzelnes Kulturdenkmal                                |    |
| weitere Bilder Fotos hochladen | Einfriedung | Dalbergsweg 3 (Karte)  |           | einzelnes Kulturdenkmal                                |    |
| weitere Bilder Fotos hochladen | Wohnhaus    | Dalbergsweg 5 (Karte)  |           | einzelnes Kulturdenkmal                                |    |
| weitere Bilder Fotos hochladen | Gartenhaus  | Dalbergsweg 5 (Karte)  |           | einzelnes Kulturdenkmal                                |    |
| weitere Bilder Fotos hochladen | Einfriedung | Dalbergsweg 5 (Karte)  |           | einzelnes Kulturdenkmal                                |    |
| weitere Bilder Fotos hochladen | Wohnhaus    | Dalbergsweg 19 (Karte) |           | einzelnes Kulturdenkmal                                |    |
| weitere Bilder Fotos hochladen | Einfriedung | Dalbergsweg 19 (Karte) |           | einzelnes Kulturdenkmal                                |    |
| weitere Bilder Fotos hochladen | Wohnhaus    | Dalbergsweg 21 (Karte) |           | mit Einfriedung; einzelnes Kulturdenkmal               |    |
| weitere Bilder Fotos hochladen | Wohnhaus    | Dalbergsweg 27 (Karte) |           | einzelnes Kulturdenkmal                                |    |
| weitere Bilder Fotos hochladen | Wohnhaus    | Dalbergsweg 29 (Karte) |           | einzelnes Kulturdenkmal                                |    |

### Dammweg
| Bild                           | Bezeichnung | Lage                | Datierung | Beschreibung                                                                                | ID |
| ------------------------------ | ----------- | ------------------- | --------- | ------------------------------------------------------------------------------------------- | -- |
| BW                             |             | Dammweg 1 (Karte)   |           | Teil des Ensembles Kennzeichnendes Straßen- und Platzbild Mietshausviertel Brühler Vorstadt |    |
| BW                             |             | Dammweg 1 A (Karte) |           | Teil des Ensembles Kennzeichnendes Straßen- und Platzbild Mietshausviertel Brühler Vorstadt |    |
| weitere Bilder Fotos hochladen | Wohnhaus    | Dammweg 9 (Karte)   |           | einzelnes Kulturdenkmal                                                                     |    |

### Eobanstraße
| Bild                           | Bezeichnung | Lage                  | Datierung | Beschreibung                                                                                | ID |
| ------------------------------ | ----------- | --------------------- | --------- | ------------------------------------------------------------------------------------------- | -- |
| weitere Bilder Fotos hochladen |             | Eobanstraße 1 (Karte) |           | Teil des Ensembles Kennzeichnendes Straßen- und Platzbild Mietshausviertel Brühler Vorstadt |    |
| weitere Bilder Fotos hochladen |             | Eobanstraße 2 (Karte) |           | Teil des Ensembles Kennzeichnendes Straßen- und Platzbild Mietshausviertel Brühler Vorstadt |    |
| weitere Bilder Fotos hochladen |             | Eobanstraße 3 (Karte) |           | Teil des Ensembles Kennzeichnendes Straßen- und Platzbild Mietshausviertel Brühler Vorstadt |    |
| weitere Bilder Fotos hochladen |             | Eobanstraße 4 (Karte) |           | Teil des Ensembles Kennzeichnendes Straßen- und Platzbild Mietshausviertel Brühler Vorstadt |    |
| weitere Bilder Fotos hochladen |             | Eobanstraße 5 (Karte) |           | Teil des Ensembles Kennzeichnendes Straßen- und Platzbild Mietshausviertel Brühler Vorstadt |    |
| weitere Bilder Fotos hochladen |             | Eobanstraße 6 (Karte) |           | Teil des Ensembles Kennzeichnendes Straßen- und Platzbild Mietshausviertel Brühler Vorstadt |    |
| weitere Bilder Fotos hochladen |             | Eobanstraße 7 (Karte) |           | Teil des Ensembles Kennzeichnendes Straßen- und Platzbild Mietshausviertel Brühler Vorstadt |    |
| BW                             |             | Eobanstraße 8 (Karte) |           | Teil des Ensembles Kennzeichnendes Straßen- und Platzbild Mietshausviertel Brühler Vorstadt |    |

### Gorkistraße
| Bild                           | Bezeichnung                         | Lage                   | Datierung | Beschreibung | ID |
| ------------------------------ | ----------------------------------- | ---------------------- | --------- | --- | -- |
| weitere Bilder Fotos hochladen | Theater Alte Oper                   | Gorkistraße (Karte)    |           | einzelnes Kulturdenkmal; Bauliche Gesamtanlage und Kennzeichnendes Straßen- und Platzbild Mietshausviertel im Hirschbrühl |    |
| weitere Bilder Fotos hochladen | Mietshaus                           | Gorkistraße 1 (Karte)  |           | Bauliche Gesamtanlage und Kennzeichnendes Straßen- und Platzbild Mietshausviertel im Hirschbrühl                          |    |
| weitere Bilder Fotos hochladen |                                     | Gorkistraße 2 (Karte)  |           | Bauliche Gesamtanlage und Kennzeichnendes Straßen- und Platzbild Mietshausviertel im Hirschbrühl                          |    |
| weitere Bilder Fotos hochladen |                                     | Gorkistraße 3 (Karte)  |           | Bauliche Gesamtanlage und Kennzeichnendes Straßen- und Platzbild Mietshausviertel im Hirschbrühl                          |    |
| weitere Bilder Fotos hochladen | Universitätsgebäude Hörsaal         | Gorkistraße 5 (Karte)  |           | einzelnes Kulturdenkmal                                                                                                   |    |
| weitere Bilder Fotos hochladen | [[Gorkistraße 6 (Erfurt)\|]]        | Gorkistraße 6 (Karte)  |           | Bauliche Gesamtanlage und Kennzeichnendes Straßen- und Platzbild Mietshausviertel im Hirschbrühl                          |    |
| weitere Bilder Fotos hochladen |                                     | Gorkistraße 7 (Karte)  |           | Bauliche Gesamtanlage und Kennzeichnendes Straßen- und Platzbild Mietshausviertel im Hirschbrühl                          |    |
| weitere Bilder Fotos hochladen |                                     | Gorkistraße 8 (Karte)  |           | Bauliche Gesamtanlage und Kennzeichnendes Straßen- und Platzbild Mietshausviertel im Hirschbrühl                          |    |
| weitere Bilder Fotos hochladen | Geschäftshaus, ehemals Firma Benary | Gorkistraße 9 (Karte)  |           | einzelnes Kulturdenkmal                                                                                                   |    |
| weitere Bilder Fotos hochladen |                                     | Gorkistraße 10 (Karte) |           | Teil des Ensembles Bauliche Gesamtanlage Altstadt                                                                         |    |
| weitere Bilder Fotos hochladen | Wohnhaus                            | Gorkistraße 11 (Karte) |           | einzelnes Kulturdenkmal                                                                                                   |    |
| weitere Bilder Fotos hochladen |                                     | Gorkistraße 12 (Karte) |           | Bauliche Gesamtanlage und Kennzeichnendes Straßen- und Platzbild Mietshausviertel im Hirschbrühl                          |    |
| weitere Bilder Fotos hochladen |                                     | Gorkistraße 13 (Karte) |           | Bauliche Gesamtanlage und Kennzeichnendes Straßen- und Platzbild Mietshausviertel im Hirschbrühl                          |    |
| weitere Bilder Fotos hochladen |                                     | Gorkistraße 14 (Karte) |           | Bauliche Gesamtanlage und Kennzeichnendes Straßen- und Platzbild Mietshausviertel im Hirschbrühl                          |    |
| weitere Bilder Fotos hochladen |                                     | Gorkistraße 15 (Karte) |           | Bauliche Gesamtanlage und Kennzeichnendes Straßen- und Platzbild Mietshausviertel im Hirschbrühl                          |    |
| weitere Bilder Fotos hochladen |                                     | Gorkistraße 16 (Karte) |           | Bauliche Gesamtanlage und Kennzeichnendes Straßen- und Platzbild Mietshausviertel im Hirschbrühl                          |    |
| weitere Bilder Fotos hochladen |                                     | Gorkistraße 17 (Karte) |           | Bauliche Gesamtanlage und Kennzeichnendes Straßen- und Platzbild Mietshausviertel im Hirschbrühl                          |    |
| weitere Bilder Fotos hochladen |                                     | Gorkistraße 18 (Karte) |           | Bauliche Gesamtanlage und Kennzeichnendes Straßen- und Platzbild Mietshausviertel im Hirschbrühl                          |    |
| weitere Bilder Fotos hochladen |                                     | Gorkistraße 19 (Karte) |           | Bauliche Gesamtanlage und Kennzeichnendes Straßen- und Platzbild Mietshausviertel im Hirschbrühl                          |    |
| weitere Bilder Fotos hochladen |                                     | Gorkistraße 20 (Karte) |           | Bauliche Gesamtanlage und Kennzeichnendes Straßen- und Platzbild Mietshausviertel im Hirschbrühl                          |    |
| weitere Bilder Fotos hochladen |                                     | Gorkistraße 21 (Karte) |           | Bauliche Gesamtanlage und Kennzeichnendes Straßen- und Platzbild Mietshausviertel im Hirschbrühl                          |    |

### Gustav-Adolf-Straße
| Bild                           | Bezeichnung | Lage                           | Datierung | Beschreibung | ID |
| ------------------------------ | ----------- | ------------------------------ | --------- | --- | -- |
| weitere Bilder Fotos hochladen |             | Gustav-Adolf-Straße 1 (Karte)  |           | Teil des Ensembles Kennzeichnendes Straßen- und Platzbild Mietshausviertel Brühler Vorstadt                                        |    |
| weitere Bilder Fotos hochladen |             | Gustav-Adolf-Straße 2 (Karte)  |           | Teil des Ensembles Kennzeichnendes Straßen- und Platzbild Mietshausviertel Brühler Vorstadt                                        |    |
| weitere Bilder Fotos hochladen |             | Gustav-Adolf-Straße 2a (Karte) |           | Teil des Ensembles Kennzeichnendes Straßen- und Platzbild Mietshausviertel Brühler Vorstadt                                        |    |
| weitere Bilder Fotos hochladen |             | Gustav-Adolf-Straße 3 (Karte)  |           | Teil des Ensembles Kennzeichnendes Straßen- und Platzbild Mietshausviertel Brühler Vorstadt                                        |    |
| weitere Bilder Fotos hochladen |             | Gustav-Adolf-Straße 4 (Karte)  |           | Teil des Ensembles Kennzeichnendes Straßen- und Platzbild Mietshausviertel Brühler Vorstadt                                        |    |
| weitere Bilder Fotos hochladen |             | Gustav-Adolf-Straße 5 (Karte)  |           | Teil des Ensembles Kennzeichnendes Straßen- und Platzbild Mietshausviertel Brühler Vorstadt                                        |    |
| weitere Bilder Fotos hochladen |             | Gustav-Adolf-Straße 6 (Karte)  |           | Teil des Ensembles Kennzeichnendes Straßen- und Platzbild Mietshausviertel Brühler Vorstadt                                        |    |
| weitere Bilder Fotos hochladen |             | Gustav-Adolf-Straße 7 (Karte)  |           | Teil des Ensembles Kennzeichnendes Straßen- und Platzbild Mietshausviertel Brühler Vorstadt                                        |    |
| weitere Bilder Fotos hochladen |             | Gustav-Adolf-Straße 8 (Karte)  |           | Teil des Ensembles Kennzeichnendes Straßen- und Platzbild Mietshausviertel Brühler Vorstadt                                        |    |
| BW                             |             | Gustav-Adolf-Straße 9 (Karte)  |           | Teil des Ensembles Kennzeichnendes Straßen- und Platzbild Mietshausviertel Brühler Vorstadt laut Denkmalliste der Landes Thüringen |    |
| BW                             |             | Gustav-Adolf-Straße 15 (Karte) |           | Teil des Ensembles Kennzeichnendes Straßen- und Platzbild Mietshausviertel Brühler Vorstadt                                        |    |
| weitere Bilder Fotos hochladen |             | Gustav-Adolf-Straße 16 (Karte) |           | Teil des Ensembles Kennzeichnendes Straßen- und Platzbild Mietshausviertel Brühler Vorstadt                                        |    |
| weitere Bilder Fotos hochladen |             | Gustav-Adolf-Straße 17 (Karte) |           | Teil des Ensembles Kennzeichnendes Straßen- und Platzbild Mietshausviertel Brühler Vorstadt                                        |    |
| weitere Bilder Fotos hochladen |             | Gustav-Adolf-Straße 18 (Karte) |           | Teil des Ensembles Kennzeichnendes Straßen- und Platzbild Mietshausviertel Brühler Vorstadt                                        |    |
| BW                             |             | Gustav-Adolf-Straße 19 (Karte) |           | Teil des Ensembles Kennzeichnendes Straßen- und Platzbild Mietshausviertel Brühler Vorstadt                                        |    |

### Karl-Marx-Platz
| Bild                           | Bezeichnung        | Lage                      | Datierung | Beschreibung | ID |
| ------------------------------ | ------------------ | ------------------------- | --------- | --- | -- |
| weitere Bilder Fotos hochladen | Verwaltungsgebäude | Karl-Marx-Platz 4 (Karte) |           | einzelnes Kulturdenkmal; Kennzeichnendes Straßen- und Platzbild Karl-Marx-Platz; Teil des Ensembles Bauliche Gesamtanlage Altstadt |    |

### Kartäuserstraße
| Bild                           | Bezeichnung                      | Lage                                            | Datierung | Beschreibung            | ID |
| ------------------------------ | -------------------------------- | ----------------------------------------------- | --------- | ----------------------- | -- |
| weitere Bilder Fotos hochladen | Brücke, sogenannter Wilhelmssteg | Kartäuserstraße, Flur 27, Flurstück 3/2 (Karte) |           | einzelnes Kulturdenkmal |    |
| weitere Bilder Fotos hochladen | Wohnhaus                         | Kartäuserstraße 28 (Karte)                      |           | einzelnes Kulturdenkmal |    |
| weitere Bilder Fotos hochladen | Einfriedung                      | Kartäuserstraße 28 (Karte)                      |           | einzelnes Kulturdenkmal |    |
| weitere Bilder Fotos hochladen | Wohnhaus                         | Kartäuserstraße 29 (Karte)                      |           | einzelnes Kulturdenkmal |    |
| weitere Bilder Fotos hochladen | Einfriedung                      | Kartäuserstraße 29 (Karte)                      |           | einzelnes Kulturdenkmal |    |
| weitere Bilder Fotos hochladen | Wohnhaus                         | Kartäuserstraße 31 (Karte)                      |           | einzelnes Kulturdenkmal |    |
| weitere Bilder Fotos hochladen | Einfriedung                      | Kartäuserstraße 31 (Karte)                      |           | einzelnes Kulturdenkmal |    |
| weitere Bilder Fotos hochladen | Wohnhaus                         | Kartäuserstraße 33 (Karte)                      |           | einzelnes Kulturdenkmal |    |
| weitere Bilder Fotos hochladen | Einfriedung                      | Kartäuserstraße 33 (Karte)                      |           | einzelnes Kulturdenkmal |    |
| weitere Bilder Fotos hochladen | Wohnhaus                         | Kartäuserstraße 34 (Karte)                      |           | einzelnes Kulturdenkmal |    |
| weitere Bilder Fotos hochladen | Einfriedung                      | Kartäuserstraße 34 (Karte)                      |           | einzelnes Kulturdenkmal |    |
| BW                             | Garage                           | Kartäuserstraße 34 (Karte)                      |           | einzelnes Kulturdenkmal |    |
| weitere Bilder Fotos hochladen | Wohnhaus                         | Kartäuserstraße 35 (Karte)                      |           | einzelnes Kulturdenkmal |    |
| weitere Bilder Fotos hochladen | Einfriedung                      | Kartäuserstraße 35 (Karte)                      |           | einzelnes Kulturdenkmal |    |

### Kupferhammermühlgasse
| Bild                           | Bezeichnung                    | Lage                            | Datierung | Beschreibung            | ID |
| ------------------------------ | ------------------------------ | ------------------------------- | --------- | ----------------------- | -- |
| weitere Bilder Fotos hochladen | Wohnhaus der Kupferhammermühle | Kupferhammermühlgasse 2 (Karte) |           | einzelnes Kulturdenkmal |    |

### Lauentor
| Bild | Bezeichnung          | Lage                | Datierung | Beschreibung                                                               | ID |
| ---- | -------------------- | ------------------- | --------- | -------------------------------------------------------------------------- | -- |
| BW   |                      | Lauentor 5 (Karte)  |           | Teil des Ensembles Bauliche Gesamtanlage Altstadt                          |    |
| BW   |                      | Lauentor 6 (Karte)  |           | Teil des Ensembles Bauliche Gesamtanlage Altstadt                          |    |
| BW   |                      | Lauentor 7 (Karte)  |           | Teil des Ensembles Bauliche Gesamtanlage Altstadt                          |    |
| BW   |                      | Lauentor 8 (Karte)  |           | Teil des Ensembles Bauliche Gesamtanlage Altstadt                          |    |
| BW   |                      | Lauentor 9 (Karte)  |           | Teil des Ensembles Bauliche Gesamtanlage Altstadt                          |    |
| BW   |                      | Lauentor 10 (Karte) |           | Teil des Ensembles Bauliche Gesamtanlage Altstadt                          |    |
| BW   |                      | Lauentor 11 (Karte) |           | Teil des Ensembles Bauliche Gesamtanlage Altstadt                          |    |
| BW   |                      | Lauentor 12 (Karte) |           | Teil des Ensembles Bauliche Gesamtanlage Altstadt                          |    |
| BW   | Zitadelle Petersberg | Lauentor 14 (Karte) |           | einzelnes Kulturdenkmal; Teil des Ensembles Bauliche Gesamtanlage Altstadt |    |

### Mainzerhofplatz
| Bild                           | Bezeichnung                                           | Lage                      | Datierung | Beschreibung                                                               | ID |
| ------------------------------ | ----------------------------------------------------- | ------------------------- | --------- | -------------------------------------------------------------------------- | -- |
| weitere Bilder Fotos hochladen | Brühler Garten: Gartenanlage                          | Mainzerhofplatz (Karte)   |           | Historische Park- und Gartenanlage                                         |    |
| weitere Bilder Fotos hochladen | Brühler Garten: Einfriedung                           | Mainzerhofplatz (Karte)   |           | Historische Park- und Gartenanlage                                         |    |
| weitere Bilder Fotos hochladen | Brühler Garten: Grabmal Karl von Müffling             | Mainzerhofplatz (Karte)   |           | Historische Park- und Gartenanlage                                         |    |
| weitere Bilder Fotos hochladen | Brühler Garten: Grabmale an der östlichen Einfriedung | Mainzerhofplatz (Karte)   |           | Historische Park- und Gartenanlage                                         |    |
| weitere Bilder Fotos hochladen |                                                       | Mainzerhofplatz 9 (Karte) |           | einzelnes Kulturdenkmal; Teil des Ensembles Bauliche Gesamtanlage Altstadt |    |

### Martinsgasse
| Bild                           | Bezeichnung | Lage                   | Datierung | Beschreibung                                      | ID |
| ------------------------------ | ----------- | ---------------------- | --------- | ------------------------------------------------- | -- |
| weitere Bilder Fotos hochladen |             | Martinsgasse 1 (Karte) |           | Teil des Ensembles Bauliche Gesamtanlage Altstadt |    |
| weitere Bilder Fotos hochladen |             | Martinsgasse 6 (Karte) |           | Teil des Ensembles Bauliche Gesamtanlage Altstadt |    |

### Martinskloster
| Bild                           | Bezeichnung                            | Lage                      | Datierung | Beschreibung                                                               | ID |
| ------------------------------ | -------------------------------------- | ------------------------- | --------- | -------------------------------------------------------------------------- | -- |
| weitere Bilder Fotos hochladen | ehemalige Klosteranlage Martinskloster | Martinskloster 1 (Karte)  |           | einzelnes Kulturdenkmal; Teil des Ensembles Bauliche Gesamtanlage Altstadt |    |
| weitere Bilder Fotos hochladen | ehemalige Klosteranlage Martinskloster | Martinskloster 3 (Karte)  |           | einzelnes Kulturdenkmal; Teil des Ensembles Bauliche Gesamtanlage Altstadt |    |
| weitere Bilder Fotos hochladen | ehemalige Klosteranlage Martinskloster | Martinskloster 5 (Karte)  |           | einzelnes Kulturdenkmal; Teil des Ensembles Bauliche Gesamtanlage Altstadt |    |
| weitere Bilder Fotos hochladen | ehemalige Klosteranlage Martinskloster | Martinskloster 7 (Karte)  |           | einzelnes Kulturdenkmal; Teil des Ensembles Bauliche Gesamtanlage Altstadt |    |
| weitere Bilder Fotos hochladen | ehemalige Klosteranlage Martinskloster | Martinskloster 9 (Karte)  |           | einzelnes Kulturdenkmal; Teil des Ensembles Bauliche Gesamtanlage Altstadt |    |
| weitere Bilder Fotos hochladen | ehemalige Klosteranlage Martinskloster | Martinskloster 11 (Karte) |           | einzelnes Kulturdenkmal; Teil des Ensembles Bauliche Gesamtanlage Altstadt |    |
| weitere Bilder Fotos hochladen | ehemalige Klosteranlage Martinskloster | Martinskloster 13 (Karte) |           | einzelnes Kulturdenkmal; Teil des Ensembles Bauliche Gesamtanlage Altstadt |    |
| weitere Bilder Fotos hochladen | ehemalige Klosteranlage Martinskloster | Martinskloster 15 (Karte) |           | einzelnes Kulturdenkmal; Teil des Ensembles Bauliche Gesamtanlage Altstadt |    |
| weitere Bilder Fotos hochladen | ehemalige Klosteranlage Martinskloster | Martinskloster 17 (Karte) |           | einzelnes Kulturdenkmal; Teil des Ensembles Bauliche Gesamtanlage Altstadt |    |
| weitere Bilder Fotos hochladen | ehemalige Klosteranlage Martinskloster | Martinskloster 19 (Karte) |           | einzelnes Kulturdenkmal; Teil des Ensembles Bauliche Gesamtanlage Altstadt |    |
| weitere Bilder Fotos hochladen | ehemalige Klosteranlage Martinskloster | Martinskloster 21 (Karte) |           | einzelnes Kulturdenkmal; Teil des Ensembles Bauliche Gesamtanlage Altstadt |    |

### Maximilian-Welsch-Straße
| Bild                           | Bezeichnung                          | Lage                               | Datierung | Beschreibung                                                               | ID |
| ------------------------------ | ------------------------------------ | ---------------------------------- | --------- | -------------------------------------------------------------------------- | -- |
| Fotos hochladen                | Ehemaliges Heizwerk der Gewehrfabrik | Maximilian-Welsch-Straße 6 (Karte) |           | einzelnes Kulturdenkmal, Teil des Ensembles Bauliche Gesamtanlage Altstadt |    |
| weitere Bilder Fotos hochladen |                                      | Maximilian-Welsch-Straße 8 (Karte) |           | Teil des Ensembles Bauliche Gesamtanlage Altstadt                          |    |

### Melanchthonstraße
| Bild                           | Bezeichnung                       | Lage                         | Datierung | Beschreibung | ID |
| ------------------------------ | --------------------------------- | ---------------------------- | --------- | --- | -- |
| weitere Bilder Fotos hochladen | Schulgebäude Königin-Luise-Schule | Melanchthonstraße 3 (Karte)  |           | einzelnes Kulturdenkmal; Bauliche Gesamtanlage und Kennzeichnendes Straßen- und Platzbild Mietshausviertel im Hirschbrühl |    |
| weitere Bilder Fotos hochladen |                                   | Melanchthonstraße 4 (Karte)  |           | Bauliche Gesamtanlage und Kennzeichnendes Straßen- und Platzbild Mietshausviertel im Hirschbrühl                          |    |
| weitere Bilder Fotos hochladen |                                   | Melanchthonstraße 5 (Karte)  |           | Bauliche Gesamtanlage und Kennzeichnendes Straßen- und Platzbild Mietshausviertel im Hirschbrühl                          |    |
| weitere Bilder Fotos hochladen |                                   | Melanchthonstraße 6 (Karte)  |           | Bauliche Gesamtanlage und Kennzeichnendes Straßen- und Platzbild Mietshausviertel im Hirschbrühl                          |    |
| weitere Bilder Fotos hochladen |                                   | Melanchthonstraße 27 (Karte) |           | Bauliche Gesamtanlage und Kennzeichnendes Straßen- und Platzbild Mietshausviertel im Hirschbrühl                          |    |

### Mittelmühlgasse
| Bild                           | Bezeichnung                         | Lage                       | Datierung | Beschreibung                                                               | ID |
| ------------------------------ | ----------------------------------- | -------------------------- | --------- | -------------------------------------------------------------------------- | -- |
| weitere Bilder Fotos hochladen |                                     | Mittelmühlgasse 2 (Karte)  |           | Teil des Ensembles Bauliche Gesamtanlage Altstadt                          |    |
| weitere Bilder Fotos hochladen |                                     | Mittelmühlgasse 3 (Karte)  |           | Teil des Ensembles Bauliche Gesamtanlage Altstadt                          |    |
| weitere Bilder Fotos hochladen |                                     | Mittelmühlgasse 4 (Karte)  |           | Teil des Ensembles Bauliche Gesamtanlage Altstadt                          |    |
| weitere Bilder Fotos hochladen |                                     | Mittelmühlgasse 5 (Karte)  |           | Teil des Ensembles Bauliche Gesamtanlage Altstadt                          |    |
| weitere Bilder Fotos hochladen | Wohnhaus der ehemaligen Mittelmühle | Mittelmühlgasse 7 (Karte)  |           | einzelnes Kulturdenkmal; Teil des Ensembles Bauliche Gesamtanlage Altstadt |    |
| BW                             |                                     | Mittelmühlgasse 9 (Karte)  |           | Teil des Ensembles Bauliche Gesamtanlage Altstadt                          |    |
| weitere Bilder Fotos hochladen | Wohnhaus der ehemaligen Mittelmühle | Mittelmühlgasse 11 (Karte) |           | einzelnes Kulturdenkmal; Teil des Ensembles Bauliche Gesamtanlage Altstadt |    |

### Radegundenstraße
| Bild | Bezeichnung | Lage                                 | Datierung | Beschreibung                                      | ID |
| ---- | ----------- | ------------------------------------ | --------- | ------------------------------------------------- | -- |
| BW   |             | Radegundenstraße 5, 7, 9, 11 (Karte) |           | Teil des Ensembles Bauliche Gesamtanlage Altstadt |    |

### Rubianusstraße
| Bild                           | Bezeichnung | Lage                      | Datierung | Beschreibung | ID |
| ------------------------------ | ----------- | ------------------------- | --------- | --- | -- |
| weitere Bilder Fotos hochladen |             | Rubianusstraße 7 (Karte)  |           | Teil des Ensembles Kennzeichnendes Straßen- und Platzbild Mietshausviertel Brühler Vorstadt laut Denkmalliste der Stadt Erfurt |    |
| weitere Bilder Fotos hochladen |             | Rubianusstraße 8 (Karte)  |           | Teil des Ensembles Kennzeichnendes Straßen- und Platzbild Mietshausviertel Brühler Vorstadt                                    |    |
| weitere Bilder Fotos hochladen |             | Rubianusstraße 9 (Karte)  |           | Teil des Ensembles Kennzeichnendes Straßen- und Platzbild Mietshausviertel Brühler Vorstadt                                    |    |
| weitere Bilder Fotos hochladen |             | Rubianusstraße 10 (Karte) |           | Teil des Ensembles Kennzeichnendes Straßen- und Platzbild Mietshausviertel Brühler Vorstadt                                    |    |
| weitere Bilder Fotos hochladen |             | Rubianusstraße 11 (Karte) |           | Teil des Ensembles Kennzeichnendes Straßen- und Platzbild Mietshausviertel Brühler Vorstadt                                    |    |
| weitere Bilder Fotos hochladen |             | Rubianusstraße 14 (Karte) |           | Teil des Ensembles Kennzeichnendes Straßen- und Platzbild Mietshausviertel Brühler Vorstadt                                    |    |
| weitere Bilder Fotos hochladen |             | Rubianusstraße 15 (Karte) |           | Teil des Ensembles Kennzeichnendes Straßen- und Platzbild Mietshausviertel Brühler Vorstadt                                    |    |
| weitere Bilder Fotos hochladen |             | Rubianusstraße 16 (Karte) |           | Teil des Ensembles Kennzeichnendes Straßen- und Platzbild Mietshausviertel Brühler Vorstadt                                    |    |

### Straße des Friedens
| Bild                           | Bezeichnung                                                        | Lage                                                    | Datierung | Beschreibung | ID |
| ------------------------------ | ------------------------------------------------------------------ | ------------------------------------------------------- | --------- | --- | -- |
| weitere Bilder Fotos hochladen | Flussdurchlass und Stadtbefestigung, sogenannte Schutzturmschleuse | Straße des Friedens o. Nr.; Espachstraße o. Nr. (Karte) |           | einzelnes Kulturdenkmal |    |
| weitere Bilder Fotos hochladen | Wohnhaus                                                           | Straße des Friedens 1 (Karte)                           |           | einzelnes Kulturdenkmal |    |
| weitere Bilder Fotos hochladen | Einfriedung                                                        | Straße des Friedens 1 (Karte)                           |           | einzelnes Kulturdenkmal |    |
| weitere Bilder Fotos hochladen | Wohnhaus                                                           | Straße des Friedens 2 (Karte)                           |           | einzelnes Kulturdenkmal |    |
| weitere Bilder Fotos hochladen | Wohnhaus                                                           | Straße des Friedens 14 (Karte)                          |           | Teil des Ensembles Teil des Ensembles Kennzeichnendes Straßen- und Platzbild Mietshausviertel Brühler Vorstadt                          |    |
| weitere Bilder Fotos hochladen | Wohnhaus                                                           | Straße des Friedens 15a (Karte)                         |           | Teil des Ensembles Teil des Ensembles Kennzeichnendes Straßen- und Platzbild Mietshausviertel Brühler Vorstadt                          |    |
| weitere Bilder Fotos hochladen | Wohnhaus                                                           | Straße des Friedens 18 (Karte)                          |           | einzelnes Kulturdenkmal; Teil des Ensembles Teil des Ensembles Kennzeichnendes Straßen- und Platzbild Mietshausviertel Brühler Vorstadt |    |
| weitere Bilder Fotos hochladen | Wohnhaus                                                           | Straße des Friedens 19 (Karte)                          |           | einzelnes Kulturdenkmal; Teil des Ensembles Teil des Ensembles Kennzeichnendes Straßen- und Platzbild Mietshausviertel Brühler Vorstadt |    |
| weitere Bilder Fotos hochladen | Wohnhaus                                                           | Straße des Friedens 20 (Karte)                          |           | einzelnes Kulturdenkmal; Teil des Ensembles Teil des Ensembles Kennzeichnendes Straßen- und Platzbild Mietshausviertel Brühler Vorstadt |    |
| weitere Bilder Fotos hochladen | Wohnhaus                                                           | Straße des Friedens 21 (Karte)                          |           | einzelnes Kulturdenkmal; Teil des Ensembles Teil des Ensembles Kennzeichnendes Straßen- und Platzbild Mietshausviertel Brühler Vorstadt |    |

### Theaterplatz
| Bild | Bezeichnung | Lage                   | Datierung | Beschreibung                                      | ID |
| ---- | ----------- | ---------------------- | --------- | ------------------------------------------------- | -- |
| BW   |             | Theaterplatz 1 (Karte) |           | Teil des Ensembles Bauliche Gesamtanlage Altstadt |    |
| BW   |             | Theaterplatz 2 (Karte) |           | Teil des Ensembles Bauliche Gesamtanlage Altstadt |    |

### Theaterstraße
| Bild                           | Bezeichnung | Lage                    | Datierung | Beschreibung                                                                                     | ID |
| ------------------------------ | ----------- | ----------------------- | --------- | ------------------------------------------------------------------------------------------------ | -- |
| weitere Bilder Fotos hochladen |             | Theaterstraße 3 (Karte) |           | Bauliche Gesamtanlage und Kennzeichnendes Straßen- und Platzbild Mietshausviertel im Hirschbrühl |    |
| weitere Bilder Fotos hochladen |             | Theaterstraße 4 (Karte) |           | Bauliche Gesamtanlage und Kennzeichnendes Straßen- und Platzbild Mietshausviertel im Hirschbrühl |    |
| weitere Bilder Fotos hochladen |             | Theaterstraße 5 (Karte) |           | Kennzeichnendes Straßen- und Platzbild Mietshausviertel im Hirschbrühl                           |    |
| weitere Bilder Fotos hochladen |             | Theaterstraße 6 (Karte) |           | Kennzeichnendes Straßen- und Platzbild Mietshausviertel im Hirschbrühl                           |    |
| weitere Bilder Fotos hochladen |             | Theaterstraße 7 (Karte) |           | Kennzeichnendes Straßen- und Platzbild Mietshausviertel im Hirschbrühl                           |    |

### Thomas-Müntzer-Straße
| Bild                           | Bezeichnung     | Lage                              | Datierung | Beschreibung | ID |
| ------------------------------ | --------------- | --------------------------------- | --------- | --- | -- |
| weitere Bilder Fotos hochladen | Brückengeländer | Thomas-Müntzer-Straße (Karte)     |           | einzelnes Kulturdenkmal                                                                                              |    |
| BW                             |                 | Thomas-Müntzer-Straße 11 (Karte)  |           | Teil des Ensembles Kennzeichnendes Straßen- und Platzbild Mietshausviertel Brühler Vorstadt                          |    |
| weitere Bilder Fotos hochladen | Wohnhaus        | Thomas-Müntzer-Straße 20a (Karte) |           | einzelnes Kulturdenkmal; Teil des Ensembles Kennzeichnendes Straßen- und Platzbild Mietshausviertel Brühler Vorstadt |    |
| weitere Bilder Fotos hochladen |                 | Thomas-Müntzer-Straße 20b (Karte) |           | Teil des Ensembles Kennzeichnendes Straßen- und Platzbild Mietshausviertel Brühler Vorstadt                          |    |
| weitere Bilder Fotos hochladen | Wohnhaus        | Thomas-Müntzer-Straße 21 (Karte)  |           | einzelnes Kulturdenkmal; Teil des Ensembles Kennzeichnendes Straßen- und Platzbild Mietshausviertel Brühler Vorstadt |    |
| weitere Bilder Fotos hochladen | Wohnhaus        | Thomas-Müntzer-Straße 21a (Karte) |           | einzelnes Kulturdenkmal; Teil des Ensembles Kennzeichnendes Straßen- und Platzbild Mietshausviertel Brühler Vorstadt |    |
| BW                             |                 | Thomas-Müntzer-Straße 24 (Karte)  |           | Kennzeichnendes Straßen- und Platzbild Mietshausviertel im Hirschbrühl                                               |    |
| BW                             |                 | Thomas-Müntzer-Straße 25 (Karte)  |           | Kennzeichnendes Straßen- und Platzbild Mietshausviertel im Hirschbrühl                                               |    |
| weitere Bilder Fotos hochladen |                 | Thomas-Müntzer-Straße 26 (Karte)  |           | Kennzeichnendes Straßen- und Platzbild Mietshausviertel im Hirschbrühl                                               |    |

### Walkmühlstraße
| Bild                           | Bezeichnung             | Lage                      | Datierung | Beschreibung                                                           | ID |
| ------------------------------ | ----------------------- | ------------------------- | --------- | ---------------------------------------------------------------------- | -- |
| weitere Bilder Fotos hochladen |                         | Walkmühlstraße 3 (Karte)  |           | Kennzeichnendes Straßen- und Platzbild Mietshausviertel im Hirschbrühl |    |
| BW                             |                         | Walkmühlstraße 4 (Karte)  |           | Kennzeichnendes Straßen- und Platzbild Mietshausviertel im Hirschbrühl |    |
| weitere Bilder Fotos hochladen | Krankenhausgebäude      | Walkmühlstraße 7 (Karte)  |           | einzelnes Kulturdenkmal                                                |    |
| weitere Bilder Fotos hochladen | Einfriedung             | Walkmühlstraße 7 (Karte)  |           | einzelnes Kulturdenkmal                                                |    |
| weitere Bilder Fotos hochladen |                         | Walkmühlstraße 9 (Karte)  |           | Kennzeichnendes Straßen- und Platzbild Mietshausviertel im Hirschbrühl |    |
| weitere Bilder Fotos hochladen |                         | Walkmühlstraße 10 (Karte) |           | Kennzeichnendes Straßen- und Platzbild Mietshausviertel im Hirschbrühl |    |
| weitere Bilder Fotos hochladen |                         | Walkmühlstraße 11 (Karte) |           | Kennzeichnendes Straßen- und Platzbild Mietshausviertel im Hirschbrühl |    |
| weitere Bilder Fotos hochladen | Wohn- und Geschäftshaus | Walkmühlstraße 12 (Karte) |           | einzelnes Kulturdenkmal                                                |    |
| weitere Bilder Fotos hochladen | Wohn- und Geschäftshaus | Walkmühlstraße 13 (Karte) |           | einzelnes Kulturdenkmal                                                |    |

### Wilhelm-Külz-Straße
| Bild                           | Bezeichnung  | Lage                            | Datierung | Beschreibung | ID |
| ------------------------------ | ------------ | ------------------------------- | --------- | --- | -- |
| weitere Bilder Fotos hochladen | Wilhelmssteg | Wilhelm-Külz-Straße (Karte)     |           | einzelnes Kulturdenkmal                                                                                                   |    |
| weitere Bilder Fotos hochladen |              | Wilhelm-Külz-Straße 1 (Karte)   |           | Bauliche Gesamtanlage und Kennzeichnendes Straßen- und Platzbild Mietshausviertel im Hirschbrühl                          |    |
| weitere Bilder Fotos hochladen |              | Wilhelm-Külz-Straße 1a (Karte)  |           | Bauliche Gesamtanlage und Kennzeichnendes Straßen- und Platzbild Mietshausviertel im Hirschbrühl                          |    |
| weitere Bilder Fotos hochladen |              | Wilhelm-Külz-Straße 1b (Karte)  |           | Bauliche Gesamtanlage und Kennzeichnendes Straßen- und Platzbild Mietshausviertel im Hirschbrühl                          |    |
| weitere Bilder Fotos hochladen | Wohnhaus     | Wilhelm-Külz-Straße 2 (Karte)   |           | einzelnes Kulturdenkmal; Bauliche Gesamtanlage und Kennzeichnendes Straßen- und Platzbild Mietshausviertel im Hirschbrühl |    |
| Fotos hochladen                |              | Wilhelm-Külz-Straße 3 (Karte)   |           | Bauliche Gesamtanlage und Kennzeichnendes Straßen- und Platzbild Mietshausviertel im Hirschbrühl                          |    |
| Fotos hochladen                |              | Wilhelm-Külz-Straße 4 (Karte)   |           | Bauliche Gesamtanlage und Kennzeichnendes Straßen- und Platzbild Mietshausviertel im Hirschbrühl                          |    |
| BW                             |              | Wilhelm-Külz-Straße 4a (Karte)  |           | Kennzeichnendes Straßen- und Platzbild Mietshausviertel im Hirschbrühl                                                    |    |
| Fotos hochladen                |              | Wilhelm-Külz-Straße 5 (Karte)   |           | Bauliche Gesamtanlage und Kennzeichnendes Straßen- und Platzbild Mietshausviertel im Hirschbrühl                          |    |
| Fotos hochladen                |              | Wilhelm-Külz-Straße 6 (Karte)   |           | Bauliche Gesamtanlage und Kennzeichnendes Straßen- und Platzbild Mietshausviertel im Hirschbrühl                          |    |
| Fotos hochladen                |              | Wilhelm-Külz-Straße 7 (Karte)   |           | Bauliche Gesamtanlage und Kennzeichnendes Straßen- und Platzbild Mietshausviertel im Hirschbrühl                          |    |
| Fotos hochladen                |              | Wilhelm-Külz-Straße 8 (Karte)   |           | Bauliche Gesamtanlage und Kennzeichnendes Straßen- und Platzbild Mietshausviertel im Hirschbrühl                          |    |
| Fotos hochladen                | Wohnhaus     | Wilhelm-Külz-Straße 9 (Karte)   |           | einzelnes Kulturdenkmal; Bauliche Gesamtanlage und Kennzeichnendes Straßen- und Platzbild Mietshausviertel im Hirschbrühl |    |
| BW                             | Einfriedung  | Wilhelm-Külz-Straße 9 (Karte)   |           | einzelnes Kulturdenkmal; Bauliche Gesamtanlage und Kennzeichnendes Straßen- und Platzbild Mietshausviertel im Hirschbrühl |    |
| weitere Bilder Fotos hochladen | Gartenhaus   | Wilhelm-Külz-Straße 10a (Karte) |           | einzelnes Kulturdenkmal; Bauliche Gesamtanlage und Kennzeichnendes Straßen- und Platzbild Mietshausviertel im Hirschbrühl |    |
| weitere Bilder Fotos hochladen | Einfriedung  | Wilhelm-Külz-Straße 10a (Karte) |           | einzelnes Kulturdenkmal; Bauliche Gesamtanlage und Kennzeichnendes Straßen- und Platzbild Mietshausviertel im Hirschbrühl |    |
| weitere Bilder Fotos hochladen | Wohnhaus     | Wilhelm-Külz-Straße 22 (Karte)  |           | einzelnes Kulturdenkmal                                                                                                   |    |
| BW                             | Einfriedung  | Wilhelm-Külz-Straße 22 (Karte)  |           | einzelnes Kulturdenkmal                                                                                                   |    |
| weitere Bilder Fotos hochladen | Wohnhaus     | Wilhelm-Külz-Straße 23 (Karte)  |           | einzelnes Kulturdenkmal                                                                                                   |    |
| BW                             | Einfriedung  | Wilhelm-Külz-Straße 23 (Karte)  |           | einzelnes Kulturdenkmal                                                                                                   |    |
| Fotos hochladen                |              | Wilhelm-Külz-Straße 24 (Karte)  |           | Bauliche Gesamtanlage und Kennzeichnendes Straßen- und Platzbild Mietshausviertel im Hirschbrühl                          |    |
| weitere Bilder Fotos hochladen |              | Wilhelm-Külz-Straße 25 (Karte)  |           | Bauliche Gesamtanlage und Kennzeichnendes Straßen- und Platzbild Mietshausviertel im Hirschbrühl                          |    |
| weitere Bilder Fotos hochladen |              | Wilhelm-Külz-Straße 26 (Karte)  |           | Bauliche Gesamtanlage und Kennzeichnendes Straßen- und Platzbild Mietshausviertel im Hirschbrühl                          |    |
| weitere Bilder Fotos hochladen |              | Wilhelm-Külz-Straße 27 (Karte)  |           | Bauliche Gesamtanlage und Kennzeichnendes Straßen- und Platzbild Mietshausviertel im Hirschbrühl                          |    |
| weitere Bilder Fotos hochladen |              | Wilhelm-Külz-Straße 28 (Karte)  |           | Bauliche Gesamtanlage und Kennzeichnendes Straßen- und Platzbild Mietshausviertel im Hirschbrühl                          |    |
| weitere Bilder Fotos hochladen |              | Wilhelm-Külz-Straße 29 (Karte)  |           | Bauliche Gesamtanlage und Kennzeichnendes Straßen- und Platzbild Mietshausviertel im Hirschbrühl                          |    |
| weitere Bilder Fotos hochladen |              | Wilhelm-Külz-Straße 30 (Karte)  |           | Bauliche Gesamtanlage und Kennzeichnendes Straßen- und Platzbild Mietshausviertel im Hirschbrühl                          |    |
| weitere Bilder Fotos hochladen |              | Wilhelm-Külz-Straße 31 (Karte)  |           | Bauliche Gesamtanlage und Kennzeichnendes Straßen- und Platzbild Mietshausviertel im Hirschbrühl                          |    |
| weitere Bilder Fotos hochladen |              | Wilhelm-Külz-Straße 32 (Karte)  |           | Bauliche Gesamtanlage und Kennzeichnendes Straßen- und Platzbild Mietshausviertel im Hirschbrühl                          |    |
| weitere Bilder Fotos hochladen |              | Wilhelm-Külz-Straße 33 (Karte)  |           | Bauliche Gesamtanlage und Kennzeichnendes Straßen- und Platzbild Mietshausviertel im Hirschbrühl                          |    |
| weitere Bilder Fotos hochladen |              | Wilhelm-Külz-Straße 34 (Karte)  |           | Bauliche Gesamtanlage und Kennzeichnendes Straßen- und Platzbild Mietshausviertel im Hirschbrühl                          |    |
| weitere Bilder Fotos hochladen |              | Wilhelm-Külz-Straße 35 (Karte)  |           | Bauliche Gesamtanlage und Kennzeichnendes Straßen- und Platzbild Mietshausviertel im Hirschbrühl                          |    |
| weitere Bilder Fotos hochladen |              | Wilhelm-Külz-Straße 36 (Karte)  |           | Bauliche Gesamtanlage und Kennzeichnendes Straßen- und Platzbild Mietshausviertel im Hirschbrühl                          |    |
| weitere Bilder Fotos hochladen |              | Wilhelm-Külz-Straße 37 (Karte)  |           | Bauliche Gesamtanlage und Kennzeichnendes Straßen- und Platzbild Mietshausviertel im Hirschbrühl                          |    |
| weitere Bilder Fotos hochladen |              | Wilhelm-Külz-Straße 38 (Karte)  |           | Bauliche Gesamtanlage und Kennzeichnendes Straßen- und Platzbild Mietshausviertel im Hirschbrühl                          |    |
| weitere Bilder Fotos hochladen |              | Wilhelm-Külz-Straße 39 (Karte)  |           | Bauliche Gesamtanlage und Kennzeichnendes Straßen- und Platzbild Mietshausviertel im Hirschbrühl                          |    |
| Fotos hochladen                |              | Wilhelm-Külz-Straße 40 (Karte)  |           | Bauliche Gesamtanlage und Kennzeichnendes Straßen- und Platzbild Mietshausviertel im Hirschbrühl                          |    |

## Abgegangene Kulturdenkmale
| Bild | Bezeichnung | Lage                            | Datierung | Beschreibung                                 | ID |
| ---- | ----------- | ------------------------------- | --------- | -------------------------------------------- | -- |
| BW   | Wohnhaus    | Wilhelm-Külz-Straße 10a (Karte) |           | 2021 bereits abgerissen, Parzelle neu bebaut |    |